# Sam Kendricks
Sam Kendricks (7 de setembro de 1992) é um atleta do salto com vara estadunidense, medalhista olímpico.
Ele é três vezes campeão nacional indoor e seis vezes outdoor (2014–2019), medalhista de bronze nos Jogos Olímpicos de Verão de 2016, e campeão mundial de 2017 e 2019. Nesta última ocasião, Kendricks estabeleceu o recorde americano de salto com vara em 6,06 m, empatando com Steve Hooker. Desde agosto de 2016, ele é primeiro-tenente da Reserva do Exército dos Estados Unidos.